# Jessica Echeverría
Jessica Echeverría (Santa Cruz de la Sierra, Bolivia; 30 de mayo de 1980) es una abogada , activista,  exdiputada ex modelo, y ex  política boliviana. Es representante de la Red Ciudadana Contra el Infanticidio y el Abuso Sexual Infantil.

## Biografía

### Primeros años
Echeverría fue criada por sus abuelos paternos en la ciudad de Santa Cruz de la Sierra, estudió el bachillerato en el colegio católico Santa Ana, lo cual la hizo considerar la posibilidad de llevar una vida religiosa.

## Formación
A insistencia de su padre siguió una carrera universitaria concluyendo la carrera de derecho en la Universidad Privada de Santa Cruz en 2002, posteriormente cursó una maestría en Gerencia y Márketing político. Tras concluir sus estudios y bajo la influencia de su abuelo decidió iniciar una carrera política.

### Vida política
Como resultado de las Elecciones generales de Bolivia de 2009 fue elegida diputada suplente como parte del partido Convergencia Nacional para la gestión 2010-2015, convirtiéndose en parte de la bancada de oposición del gobierno nacional electo.
En marzo de 2012 fue elegida primera secretaria de la bancada parlamentaria del departamento de Santa Cruz En 2013 fue nuevamente elegida primera secretaria de la Brigada para el periodo 2013-2014.
En 2014 se convirtió en vocera de Tuto Quiroga

### Activismo
Echeverría fundó en 2017 la Red Ciudadana Contra el Infanticidio y el Abuso Sexual Infantil, un equipo de profesionales de diferentes profesiones que brindan apoyo a las víctimas de estos delitos a nivel nacional.
En su carrera como abogada se ha hecho conocida en el ámbito nacional por su trabajo en la defensa de mujeres y menores de edad víctimas de diferentes tipos de abusos, principalmente de tipo físico y sexual.

### Derecho penal
En 2017 la conmoción que le produjeron las noticias sobre el abuso a una menor de 6 años la motivó, junto a un grupo multidisciplinarios ha crear la Red, posteriormente ha tenido mucha visibilidad en los medios tras convertirse en abogada de la víctima de una violación grupal producida en diciembre de 2018 en la que los acusados fueron jóvenes pertenecientes a familias adineradas.